# 致一位年轻诗人的信
《致一位年轻诗人的信》是奥地利波西米亚地区诗人莱纳·玛利亚·里尔克(1875–1926)的诗集，其中包括了十封写给弗兰兹·艾克塞瓦·卡普斯(1883–1966)的信。卡普斯当年19岁，是维也纳新城特雷西亚军事学校的候补军官。里尔克则是一位奥地利军官的儿子，19世纪90年代曾在圣帕尔滕的军事初级学校学习。卡普斯与这位名诗人兼作家在1902年到1908年都有书信来往，是为寻求对自己诗作的建议，也为了帮助自己决定是走向文学职业道路还是应该成为奥匈帝国军队的军官。1929年，里尔克因白血病去世三年后，卡普斯编译并对外出版了这些信。
在第一封信当中，里尔克拒绝评论或批评卡普斯的诗作，而告诉他“没人能给你建议，没有任何人。只有一个办法，听从你的内心。”里尔克在这十封信中给卡普斯上了一课，他告诉卡普斯一个诗人应该怎样去感受，怎样去爱并寻找真理，以理解并体验周遭的世界，也置身于艺术世界当中。这些信为里尔克的诗以及其它作品都提供了深入探究的入口，能够帮助读者了解他的想法和作品主题。不仅如此，这些信写于里尔克早期艺术发展的关键时期，也就是在他完成著作《时刻之书》（Das Buch der Bilder）和《印象之书》（Das Buch der Bilder）并建立了良好声誉之后。
琥碧·戈柏在电影《修女也疯狂2》中的角色便参考了此书。

## 写作与出版

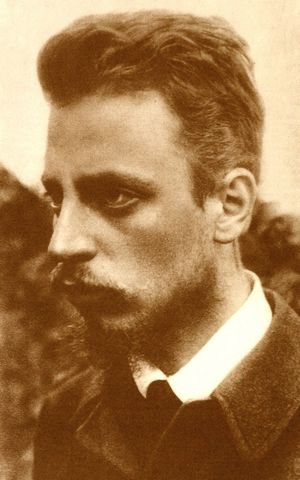
信件作者：莱纳·玛利亚·里尔克

### 与里尔克通信
1929年，弗兰兹·艾克塞瓦·卡普斯将他在1902年到1908年期间从莱纳·玛利亚·里尔克那里收到的十封信编译过后出版，以《致一位年轻诗人的信》（Briefe an einen jungen Dichter ）命名，出版社是莱比锡的岛屿出版社。
在对此书介绍中，卡普斯回忆了自己当时是如何想到要写信给莱纳·玛利亚·里尔克的。1902年末，他还在下奥地利州维也纳新城的特雷西亚军事学校学习，当时他便读到了里尔克的诗。他当时的学院牧师霍拉塞克告诉他，里尔克早前是圣帕尔滕初级学校的学生。霍拉塞克表达了对里尔克“成为诗人”的惊讶，在他的印象中里尔克是个“瘦小苍白的男孩”，他非常安静，看起来不太能忍受军队教育及生活下的压力，事实也正是如此。里尔克没有完成他的军校生涯。卡普斯得知此事后，便有意在信中避免提及军校生活。然后才决定向里尔克寻求建议。
卡普斯给里尔克写第一封信时，希望里尔克能给他的诗一些批判性建议。里尔克则几乎没有对他应该如何成为一名更优秀的诗人提出批判或建议。反而鼓励卡普斯多读批判文章，并建议他相信自我判断。里尔克如是写道，“没人能给你建议，没有任何人。只有一个办法，听从你的内心。”里尔克的建议让卡普斯得到启发，他开始研究亲密行为相关的更广泛的问题，美与艺术的本质，以及哲学与存在的问题。这些信提及了卡普斯向于里尔克展示的个人问题，包括无神论，孤独和职业选择等等。

此书并未囊括卡普斯写给里尔克的信，而原始德文版本则包括了有些卡普斯自己写的诗，其中包含了里尔克在回信时手写的一些批注，“假设这几行不是你写的，读一读，你就会感受到它们多大程度上是属于你的。”

### 里尔克对于卡普斯的影响
如果不是这些与里尔克的通信，卡普斯很有可能会被历史遗忘。他是日耳曼家庭的后代，出生于巴那特地区的蒂米什瓦拉，此地区现在被匈牙利、塞尔维亚、罗马尼亚分割。尽管他在信中对里尔克提过他对于是否还要在军队度过职业生涯一事有所犹豫，他还是继续了军队学习并在奥匈帝国军队当了15年军官。他换过的职业包括新闻编辑和记者，写过诗歌、幽默剧、短篇故事、小说，还在20世纪30年代改编过几部作品（包括他自己的）并将它们搬上大荧幕。不过，卡普斯并没有获得长久的知名度。

## 信

### 第一封信
写于1903年2月17日的法国巴黎。
信的主题：关于“与艺术作品近距离接触”的批判。里尔克力劝读者避开别人对于诗歌的意见。这位年轻诗人则深入探究并检验了是什么致使自己继续写作的。里尔克对此主题展开了讨论，讲到更丰富人生的发展，并提供了创作艺术的启发角度。